# Adenocarpus hispanicus
Adenocarpus hispanicus är en ärtväxtart som först beskrevs av Jean-Baptiste de Lamarck, och fick sitt nu gällande namn av Dc. Adenocarpus hispanicus ingår i släktet Adenocarpus och familjen ärtväxter.

## Underarter
Arten delas in i följande underarter:
- A. h. argyrophyllus
- A. h. hispanicus

## Bildgalleri

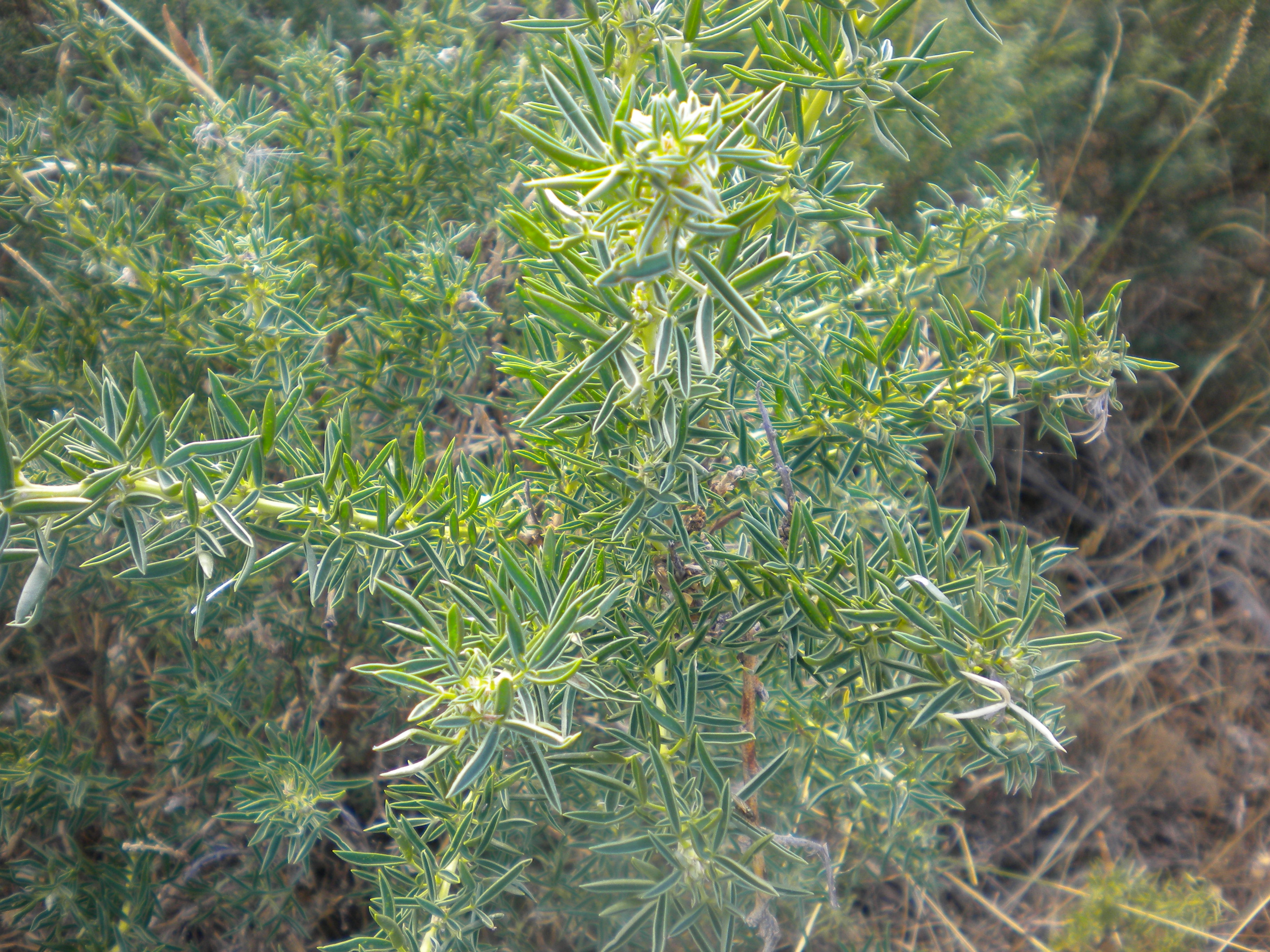